# K League 2
K League 2 (en hangul, K리그2) es la segunda categoría del sistema de ligas de fútbol de Corea del Sur, adscrita a la Confederación Asiática de Fútbol. Es la división inmediatamente inferior a la K League 1. Se disputa desde 2013 y en ella participan catorce equipos.

## Historia
En 2011, la K League 2 (entonces llamada K-League) estableció un sistema de promoción entre la máxima categoría y una segunda división profesional, cuya creación estaba pendiente. Durante veinte años, la liga coreana fue un sistema cerrado con 16 participantes, sin vinculación a ninguna división inferior.
El campeonato planificó dos temporadas de transición para reducir el número de participantes en la máxima categoría a 12. En la campaña de 2012 se introdujeron dos plazas de descenso para los últimos clasificados, que fueron Gwangju FC y Sangju Sangmu Phoenix. Y en 2013 habrá dos de descenso directo y una promoción entre el antepenúltimo de primera y el campeón de segunda. El 3 de enero de 2013, se desveló que el nombre oficial de esa segunda división sería K League Challenge, mientras que la superior se convertía en K League Classic.
La primera temporada de la K League será en 2013. Además de los clubes descendidos, incorpora a seis nuevos participantes: FC Anyang y Bucheon FC 1995 como franquicias de nueva creación; Chungbuk Chungju Hummel, Goyang Hi FC y Suwon FC, procedentes de las divisiones semiprofesionales, y Korean Police FC de la liga de reservas. Sangju Sangmu Phoenix y Korean Police FC son dos equipos que se nutren de futbolistas surcoreanos en servicio militar obligatorio, cedidos por el resto de equipos.
El primer campeón fue el Sangju Sangmu Phoenix, que logró ascender tras vencer en la correspondiente fase de promoción al Gangwon FC, antepenúltimo clasificado.

## Equipos

### Temporada 2023
| Equipo                                      | Ciudad    | Estadio                        | Aforo  |
| ------------------------------------------- | --------- | ------------------------------ | ------ |
| Ansan Greeners                              | Ansan     | Estadio Ansan Wa~              | 35 000 |
| FC Anyang                                   | Anyang    | Estadio de Anyang              | 18 000 |
| Bucheon FC 1995                             | Bucheon   | Estadio de Bucheon             | 34 000 |
| Busan IPark                                 | Busan     | Estadio Asiad de Busan         | 53 700 |
| Cheonan City                                | Cheonan   | Estadio de Cheonan             | 26 000 |
| Chungbuk Cheongju                           | Cheongju  | Estadio de Cheongju            | 16 280 |
| Chungnam Asan                               | Asan      | Estadio Yi Sun-sin             | 20 000 |
| Gimcheon Sangmu                             | Gimcheon  | Estadio de Gimcheon            | 25 000 |
| Gimpo FC                                    | Gimpo     | Gimpo Solteo                   | 5 000  |
| Gyeongnam FC                                | Changwon  | Centro de Fútbol de Changwon   | 15 000 |
| Jeonnam Dragons                             | Gwangyang | Estadio de Fútbol de Gwangyang | 20 000 |
| Seongnam FC                                 | Seongnam  | Estadio Tancheon               | 15 000 |
| Seoul E-Land                                | Seúl      | Estadio Mokdong                | 20 000 |
| Datos actualizados al 29 de octubre de 2023 |           |                                |        |

## Palmarés
| Temporada | Campeón         | Subcampeón   | Promovido                                  |
| --------- | --------------- | ------------ | ------------------------------------------ |
| 2013      | Sangju Sangmu   | Ansan Police | Sangju Sangmu (via play-off)               |
| 2014      | Daejeon Citizen | Gwangju FC   | Daejeon Citizen, Gwangju FC (via play-off) |
| 2015      | Sangju Sangmu   | Suwon FC     | Sangju Sangmu, Suwon FC (via play-off)     |
| 2016      | Ansan Mugunghwa | Daegu FC     | Daegu FC, Gangwon FC (via play-off)        |
| 2017      | Gyeongnam FC    | Busan IPark  | Gyeongnam FC                               |
| 2018      | Ansan Mugunghwa | Seongnam FC  | Seongnam FC                                |
| 2019      | Gwangju FC      | Busan IPark  | Gwangju FC, Busan IPark (via play-off)     |
| 2020      | Jeju United     | Suwon FC     | Jeju United, Suwon FC (via play-off)       |
| 2021      | Gimcheon Sangmu | FC Anyang    | Gimcheon Sangmu                            |
| 2022      | Gwangju FC      | TBA          | Gwangju FC, TBA (via play-off)             |

### Títulos por club
| Club               | Campeón | Subcampeón | Años campeón |
| ------------------ | ------- | ---------- | ------------ |
| Gwangju FC         | 2       | 1          | 2019, 2022   |
| Sangju Sangmu      | 2       | -          | 2013 - 2015  |
| Ansan Mugunghwa    | 2       | 1          | 2016 - 2018  |
| Daejeon Citizen    | 1       | -          | 2014         |
| Gimcheon Sangmu FC | 1       | -          | 2021         |
| Gyeongnam FC       | 1       | -          | 2017         |
| Jeju United FC     | 1       | -----      | 2020         |
| Suwon FC           | -       | 2          | -----        |
| Busan IPark        | -       | 2          | -----        |
| FC Anyang          | -       | 1          | -----        |
| Daegu FC           | -       | 1          | -----        |
| Seongnam FC        | -       | 1          | -----        |